# Caneças
Caneças – parafia (freguesia) gminy Odivelas i jednocześnie miejscowość w Portugalii. W 2011 liczyła 12 324 mieszkańców na obszarze 5,85 km².